# シェイプボクシング Wiiでエンジョイダイエット!
『シェイプボクシング Wiiでエンジョイダイエット!』（シェイプボクシング ウィーでエンジョイダイエット）はロケットカンパニーより2008年10月30日に発売されたWii用ゲームソフトである。
本稿では、続編である『シェイプボクシング2 Wiiでエンジョイダイエット!』と、同シリーズの流れを汲む『ビリーズブートキャンプ Wiiでエンジョイダイエット!』についても記述する。

## 概要
WiiのコントローラであるWiiリモコン2本またはWiiリモコン&ヌンチャクを両手で持ち、音楽ゲームの要領で画面上のレーンを流れてくるボクシング動作のアイコン（パンチ、ダッキング、ウィービングなど）に合わせて動作を行なう。
福岡大学の田中宏暁教授（当時）監修による消費カロリーデータや、フィジカルエイジ（体力年齢）も測定可能。協栄ジムのボクシング検定にも挑戦可能。
海外ではユービーアイソフトが販売し、欧州ではMy Coachシリーズのひとつ『My Fitness Coach: Cardio Workout』として、北米およびオーストラリアではゴールドジムと提携して『Gold's Gym: Cardio Workout』のタイトルでリリースされた。

## シェイプボクシング2 Wiiでエンジョイダイエット!
2010年12月16日に発売。前作からグラフィックを一新し、J-POPのリミックス曲をBGMに用いている。また、ボクシング対戦形式で行われる「ワールドツアー」モードや、プレイヤーやインストラクターの衣装カスタマイズ機能などが加えられた。
テレビCM等に登場するイメージキャラクターとしてMEGUMIが起用された。

### 収録楽曲
- 気分上々↑↑
- TOMORROW
- ロマンスの神様
- 学園天国
- 日曜日よりの使者
- さくらんぼ
- 残酷な天使のテーゼ
- 決戦は金曜日
- キセキ
- ツッパリHigh School Rock'n Roll (登校編)
- Romanticが止まらない
- Choo Choo TRAIN
- TRAIN-TRAIN
- 会いたかった
- 恋愛レボリューション21
- シーズン・イン・ザ・サン
- My Revolution
- survival dAnce
- マジンガーZ
- One Night Carnival
- ずっと好きだった

## ビリーズブートキャンプ Wiiでエンジョイダイエット!
2011年4月21日に発売。エクササイズDVDソフト『ビリーズブートキャンプ』をゲーム的にアレンジした内容。本作用に録り下ろしたビリー・ブランクスの声に従いながら、洋楽のリミックス楽曲に合わせて様々なエクササイズを行う。
テレビCMは、セイバンが発売するランドセル「天使のはね」のCMのパロディになっており、セイバンから許可を得て制作された。

### 収録楽曲
- The Final Countdown
- Don't Stop Me Now
- I'm in the Mood for Dancing
- Go West
- Y.M.C.A.
- Eat You Up（英語版）
- Venus
- Wannabe
- Livin' La Vida Loca
- The Loco-Motion